# Société Générale

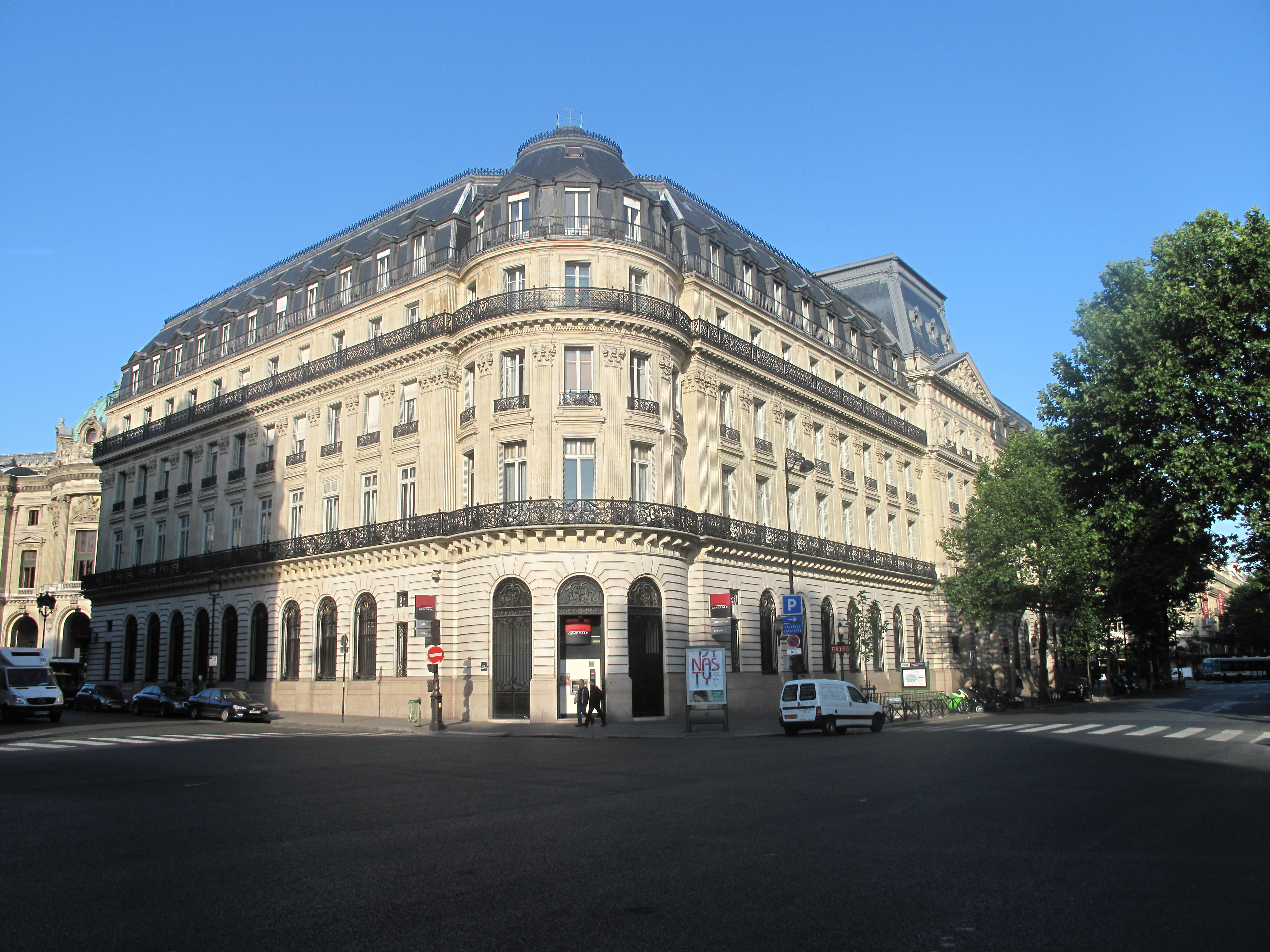
Hauptsitz der SG am Boulevard Haussmann

Die Société Générale, abgekürzt SG oder SocGén, mit Sitz in Paris ist eine der wichtigsten Geschäftsbanken Frankreichs und gehört zusammen mit dem Crédit Lyonnais und der BNP Paribas zu den drei ältesten Geschäftsbanken des Landes (les trois vieilles). Ihr ursprünglicher Name lautet Société Générale pour favoriser le développement du commerce et de l’industrie en France (‚Allgemeine Gesellschaft zur Förderung der Entwicklung des Handels und der Industrie in Frankreich‘).
Die Großbank ist eine der Banken, die vom Financial Stability Board (FSB) auf der Liste global systemrelevanter Banken als systemisch bedeutsames Finanzinstitut eingestuft wurden. Sie unterliegt damit einer besonderen Überwachung und strengeren Anforderungen an die Ausstattung mit Eigenkapital.

## Geschichte

### 1864–1893
Die Bank wurde während des zweiten französischen Kaiserreichs am 4. Mai 1864 gegründet, um die Entwicklung von Handel und Industrie in Frankreich zu fördern. Sie stellte Angestellte ein und eröffnete planmäßig Büros überall in Frankreich. 1870 besaß die Bank 15 Niederlassungen in Paris und 32 in den französischen Provinzen. 1871 etablierte sie ein permanentes Büro in London. Zu Beginn benötigte die Bank ihre eigenen Ressourcen nahezu vollständig, sowohl für Aktiv- wie für Passivgeschäfte. 1871 dehnte sie ihre Tätigkeit auf den öffentlichen Emissionsmarkt aus, indem sie den Verkauf von Schuldverschreibungen übernahm, durch die die im Frieden von Frankfurt vereinbarten Reparationsleistungen nach der Niederlage im Deutsch-Französischen Krieg aufgebracht werden sollten. Zwischen 1871 und 1893 durchlief Frankreich eine ökonomisch finstere Zeitspanne, die mit dem Zusammenbruch verschiedener Banken verbunden war. Die Bank wuchs moderat und besaß 1889 bereits 148 Zweigstellen, die die Fähigkeit des Unternehmens demonstrierten, auch unvorteilhafte ökonomische Situationen zu überstehen.

### 1894–1930
1894 begann die Bank die Strukturen aufzubauen, die eine moderne Großbank charakterisieren: Sie begann sowohl privates wie geschäftliches Anlagevermögen anzuziehen, als auch kurzfristige Kredite für Industrielle und Händler zur Verfügung zu stellen. Sie begann ferner mit der öffentlichen Emission von ausländischen Schuldverschreibungen sowohl in Frankreich als auch in Russland. Die Akquisition von Kapitalbeteiligungen wurde eine zweitrangige Aktivität. Die gesunden, ausgezeichneten finanziellen Ergebnisse erlaubten der Bank die Ausweitung ihrer Aktienstruktur: 1895 hatte Société Générale bereits 14.000 Aktionäre, deren Zahl sich bis 1913 auf 122.000 erhöhte. Die Kriegsjahre waren schwierig und brachten durch den Verlust des Russlandsgeschäfts ernste Konsequenzen mit sich. Dennoch wurde Société Générale die führende Geschäftsbank Frankreichs in den 1920er Jahren: Ihr Zweigstellennetz wuchs seit den 1890er Jahren bedeutend, mit einer großen Anzahl von Filialen und saisonalen Büros, die eine tiefe Durchdringung des Marktes in der Provinz ermöglichte (1910: 260 Saisonbüros; 1930: 864 Saisonbüros). Dank der Dynamik der Aufsichtsgremien und des Managements am Hauptsitz und den Niederlassungen zog es hinsichtlich des deponierten Anlagenvermögens und der ausgegebenen Kredite am Rivalen Crédit Lyonnais zwischen 1921 und 1928 vorbei. Um den Anforderungen der investierenden Unternehmen zu entsprechen, gründete Société Générale 1928 eine Tochtergesellschaft, Calif, die sich auf mittelfristige Darlehen spezialisierte.

### 1931–1945
Die 1930er Jahre waren erneut eine schwierige Phase. Wegen des rückläufigen internationalen und französischen Geschäfts war die Bank gezwungen, ihr Zweigstellennetz durch die Schließung lokaler Filialen zu straffen. Am Vorabend des Zweiten Weltkriegs war die Zahl ihrer Zweigstellen nicht viel größer als 1922. Dennoch war Société Générale bei der Platzierung zahlreicher öffentlicher Anleihen des Staates und der Kolonien während dieser Zeit aktiv. Der Krieg und die deutsche Besatzung unterbrachen ihre Expansion, aber die Bank ging nach Afrika und in die USA.

### 1945–1964
Die Société Générale wurde 1945 verstaatlicht. Sie hatte nur noch einen Aktionär: den französischen Staat. Die Zeitspanne von 1945 bis 1958 war in Frankreich durch das rapide ökonomische Wiedererstarken charakterisiert, aber auch durch ein größeres Zahlungsbilanzungleichgewicht, das eine kontinuierliche Wechselkurskontrolle und nahezu permanente Kreditkontrollmaßnahmen erforderte. Die Wirtschaft erstarkte erst ab 1959, aber die Kreditkontrollen wurden fortgesetzt, um inflationären Tendenzen entgegenzuwirken. Steiles Wachstum der Produktion und des Außenhandels eröffneten dem Bankensektor neue Geschäftsmöglichkeiten. Die Industrie erlebte einige radikale Veränderungen; eine der bedeutendsten war die größere Spezialisierung des Kreditwesens. Die Breite der offerierten Bankprodukte dehnte sich laufend aus. Dank ihrer Präsenz in New York war Société Générale imstande, an dem durch den Marshallplan hervorgerufenen Geschäft teilzuhaben. Société Générale setzte ihre Expansion in Frankreich und im Ausland fort. Sie ging nach Italien und Mexiko und änderte den Status ihres Geschäfts in Afrika nach der Entkolonialisierung in Übereinstimmung mit den Gesetzen dieser neuen unabhängigen Länder.

### 1965–1990
Nach der Aufhebung der Genehmigungspflicht für die Eröffnung von Zweigstellen 1966 erhielt Société Générale neue Anstöße für ihr französisches Zweigstellennetz. Auch ihre internationale Expansion war lebhaft. Sie war nicht länger, wie vorher, auf Finanzzentren (London, New York) und benachbarte Länder (Belgien, Spanien) und die früheren Kolonien begrenzt, mit dem vordringlichen Ziel, französische Firmen mit Krediten zu versorgen, aber auch darauf gerichtet, die Präsenz der Bank an den Bankplätzen zu ermöglichen, an denen sich neue Märkte entwickelten, entweder um technisches Know-how zu exportieren, das sie auf einigen Feldern erworben hatte, oder um in Kontakt mit den Multis zu bleiben. Die Jahre 1966 und 1967 waren ein fundamentaler Wendepunkt bei der Bankgesetzgebung: Die wichtigste Entwicklung war die Abschwächung der Trennung zwischen Anlagen- und Investmentbanking und die Gründung einer eigenen Hypothekenbank.
Société Générale machte sich diesen Vorteil zunutze und erwarb sich eine führende Position bei einigen neuen Finanztechniken, die hauptsächlich für das Firmengeschäft bestimmt waren, wie Finance-Leasing, durch die Gründung spezialisierter Tochterunternehmen für den jeweiligen Zweck, darunter 1968 ALD Automotive. Die 1970er Jahre waren durch zwei wesentliche Entwicklungen charakterisiert: durch eine Ausweitung des internationalen Zweigstellennetzes und die allgemeine Einführung der EDV, um mit der Ausweitung der Kundschaft und der Entwicklung des Anlagegeschäfts Schritt zu halten. Das Erscheinen von automatischen Bankautomaten 1971 krönte den Erfolg und die Entwicklung der Kreditkarte. Vor dem Hintergrund der Deregulierung und des technologischen Wandels zu Beginn der 1980er Jahre, der Internationalisierung der Märkte und des Auftauchens neuer Finanzinstrumente setzte sich Société Générale zwei Geschäftsziele: Sie konzentrierte sich auf private Konsumenten über ihr Zweigstellennetz und durch die Akquisition von spezialisierten Tochterunternehmen. Sie verfolgte und erweiterte ihre Geschäftsaktivitäten auf den französischen Kapitalmärkten und an verschiedenen ausgewählten, internationalen Bankplätzen. Am 29. Juli 1987 wurde Société Générale privatisiert. Sie wurde wegen ihres ausgezeichneten Risikomanagements, ihrer Eigenkapital- und Produktivitätsquote unter den drei 1945 verstaatlichten Großbanken ausgewählt.
Seit 1984 ist die ECS eine 100-prozentige Tochtergesellschaft. Die ECS ist in den Bereichen Leasing, Asset Management und IT-Services tätig.

### Seit 1991
Während der letzten Jahre konzentrierte sich Société Générale auf die Entwicklung ihrer Geschäftsaktivitäten auf drei Kernfeldern durch die Kombination organischen Wachstums und weiterer Akquisitionen.
Mit der Akquisition des Konkurrenten Crédit du Nord 1997 wurde das Privatkundengeschäft gestärkt, was die Entschlossenheit der Bankengruppe bewies, die Restrukturierung des französischen Bankensystems zu nutzen. Zur gleichen Zeit bemühte sich die Société Générale mit dem Angebot „einer Kontonummer für das ganze Leben“ und der Einführung von „Jazz“ (einem Paket von Dienstleistungen) um die langfristige Kundenbindung. 1999 bemühte sich Société Générale um die feindliche Übernahme der Paribas, wobei jedoch der Konkurrent Banque Nationale de Paris letztlich siegte.

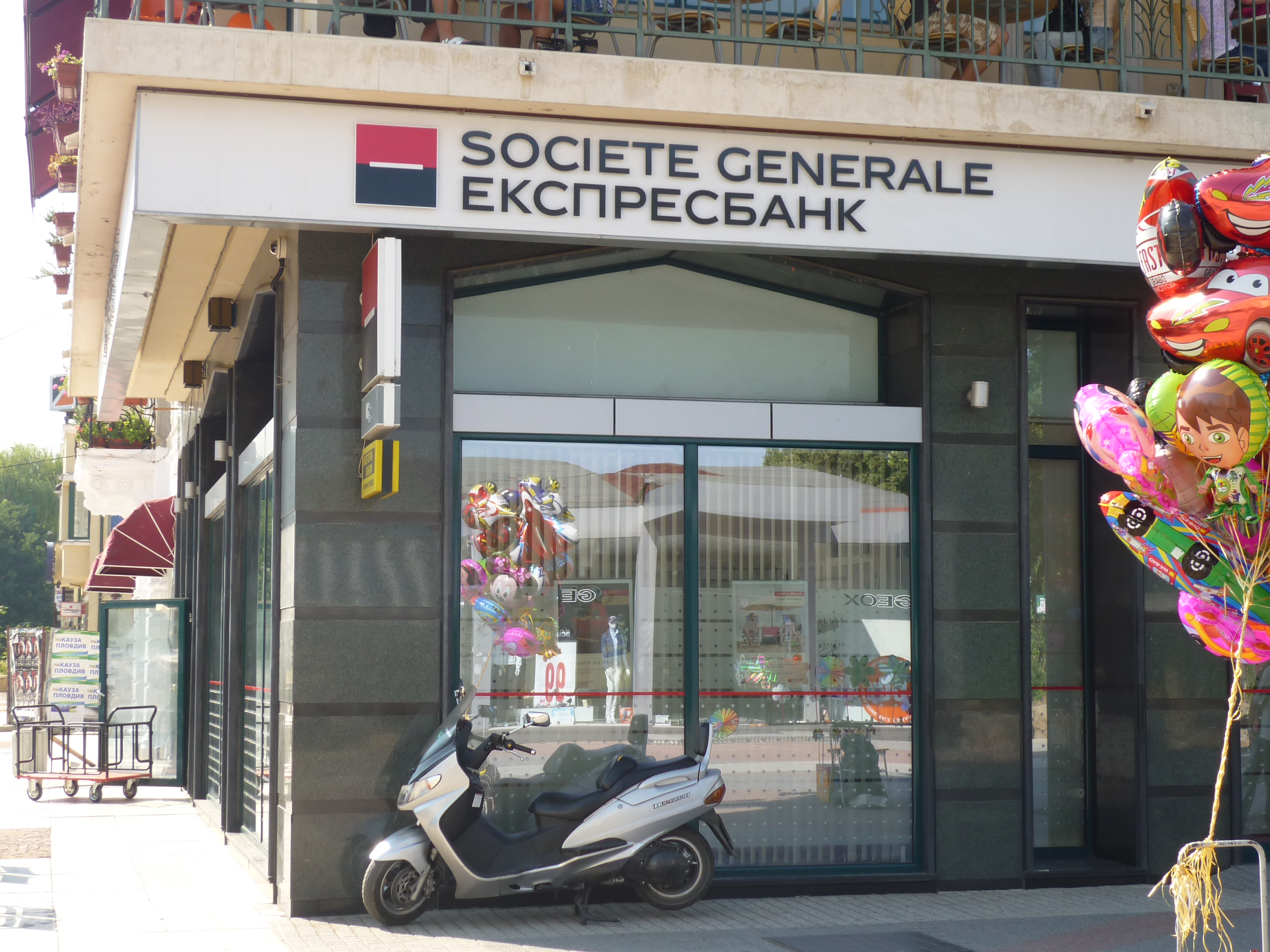
Société générale – Expres Bank in Plowdiw, Bulgarien

1998 richtete Société Générale für das Privatkundengeschäft außerhalb Frankreichs eine separate Abteilung ein, womit die Entschlossenheit, diesen Geschäftszweig zu einer strategischen Entwicklungsachse der Gruppe auszubauen, unterstrichen wurde. Diese Aktivität wurde 1999 durch weitere Akquisitionen in Rumänien (BRD – Groupe Société Générale), Bulgarien und Madagaskar gestärkt. Die Strategie externen Wachstums wurde 2001 durch Akquisitionen in Mitteleuropa (Komerční banka in Tschechien und SKB Banka in Slowenien) manifestiert. Auch Afrika wurde 2002 mit der Übernahme der Eqdom – dem Marktführer für Konsumentenkredite in Marokko – und der Union International de Banque in Tunesien ein wichtiges Interessensgebiet der Bank. Zusätzlich wurden 2003 in Ghana 48 % der SBB Bank und 2004 in Griechenland 50 % der Geniki Bank und in Deutschland 75 % der Hanseatic Bank erworben. Am 30. Juni 2006 wurde die kroatische Splitska banka übernommen.
Bei den spezialisierten Finanzdienstleistungen, einer Mitte 2001 eingerichteten Abteilung, versetzte der Kauf dreier Tochterfirmen der Deutschen Bank (die auf markenunabhängige Autoleasinggeschäfte spezialisierte ALD AutoLeasing D GmbH, die auf Autokredite spezialisierte Bank Deutsches Kraftfahrzeuggewerbe GmbH und die auf Finanzierung und Leasing von mobilen Investitionsgütern für Firmen spezialisierte GEFA Gesellschaft für Absatzfinanzierung mbH) die Société Générale in die Lage, in diesem Sektor auf dem europäischen Markt zu wachsen. Mit dem Kauf der Hertz Leasing, einer europäischen Tochter des Ford-Konzerns, die auf Langzeitleasing und Flottenmanagement spezialisiert ist, wurde 2002 die Strategie externen Wachstums fortgesetzt. 2023 übernahm die Société Générale die niederländische Autoleasinggesellschaft LeasePlan und wurde damit, nach eigenen Angaben, zum größten Anbieter von langfristigen Autoleasingverträgen.
Mit der Erfolgsgeschichte als Frankreichs führendem Anbieter von Anlageprodukten (Investmentfonds, Sparpläne) hat die Gruppe ihre Aktivitäten in der Vermögensanlageverwaltung und im Private Banking entwickelt. Mit ihrem Tochterunternehmen Société Générale Asset Management verfolgte sie seit 1999 die Strategie, sowohl das Anlagefondsgeschäft in Frankreich zu entwickeln, als auch die Geschäftsaktivitäten, die sich an wichtige institutionelle Investoren auf internationaler Ebene richten. Mit der Gründung von Société Générale Asset Management UK in London und der Akquisition von Yamaichi in Japan unternahm die Société Générale einen entscheidenden Schritt zur Internationalisierung und ist heute fähig, ihren Kunden wirklich globale Fondsmanagementfähigkeiten anzubieten. Société Générale besitzt außerdem eine weltweite Präsenz im Private Banking. Nachdem sie 1998 eine Politik bedächtiger Akquisitionen verfolgte, entwickelte und konsolidierte sich Société Générale Private Banking 1999 vor dem Hintergrund härteren Wettbewerbs.
Der französische Reporter Denis Robert und die ehemalige Nummer 3 der Clearinggesellschaft Clearstream, Ernest Backes, beschuldigten Société Générale unpublizierter Konten bei Clearstream, die im Mittelpunkt eines Finanzskandals steht. Die Bank bestreitet die erhobenen Vorwürfe.
Im 1. Quartal 2004 wurde mit SG Global Investment Management and Services GIMS die dritte Säule von Geschäftsaktivitäten der Société Générale gegründet. Im Februar 2004 wurde mit SG Global Securities Services for Investors GSSI ein weiteres Geschäftsgebiet gegründet, das den Investoren Dienstleistungen zu Effekten und Derivate auf der ganzen Welt offeriert. GSSI ist an GIMS angebunden, das SG Asset Management, SG Private Banking und SG Global Security Services for Investors zusammenfasst. GIMS beschäftigt 7.600 Mitarbeiter.
Unter dem 1998 eingeführten Markennamen SG Corporate and Investment Banking entwickelt Société Générale ihr Firmenkunden- und Anlagegeschäft. Gestützt auf eine solide Kundschaft und für ihre Innovationsfähigkeit anerkannt (die Gruppe zählt in den Ranglisten zu den Weltführenden in Anlagederivaten, Wandelanleihen, Exportfinanzierung etc.), beabsichtigt die Société Générale, ihr Geschäft in den Bereichen Beratung, Mergers & Acquisitions und Börsengang durch die Übernahme spezialisierter Unternehmen (Hambros in Großbritannien, Barr Devlin und Cowen in den USA) zu entwickeln.
2014 übernahm die Société Générale die Online-Bank Boursorama vollständig, an der sie schon vorher beteiligt war. 2023 wurde der Name in BoursoBank geändert. Sie ist die führende Online-Bank in Frankreich mit mehr als 6 Mio. Kunden.

### Finanzkrise 2008
Am 24. Januar 2008 gab die Société Générale in einer Pressemitteilung bekannt, dass sie innerhalb ihrer Gruppenaktivitäten einen außergewöhnlichen Betrug aufgedeckt habe. Laut Société Générale soll ein Händler, der für die Absicherung von europäischen Aktienindizes mittels Futures zuständig war, in den Jahren 2007 und 2008 über seine Kompetenzen hinaus massive betrügerische Positionen aufgebaut haben. Mit Hilfe seines fundierten Wissens über die Kontrollverfahren, das aus seiner früheren Beschäftigung im Middle Office stammt, soll er diese Positionen durch ein ausgeklügeltes System von fiktiven Transaktionen verheimlicht haben. Laut Pressemitteilung wurden diese Positionen am 19. und 20. Januar 2008 entdeckt. Es wurde beschlossen, diese Positionen so schnell wie möglich im besten Interesse der Marktintegrität und der Aktionäre zu schließen. Wegen der Größe der Positionen und der sehr ungünstigen Marktbedingungen würde dieser Betrug eine negative Auswirkung von rund 4,9 Milliarden Euro haben, welche die Bank in das Geschäftsergebnis für das Jahr 2007 berücksichtigen wird. Darüber hinaus gab die Société Générale zusätzliche Abschreibungen für das vierte Quartal 2007 im Umfang von 2,05 Milliarden Euro bekannt, die auf die US-Immobilienkrise zurückzuführen seien. Zur Stärkung der Kapitalbasis hat der Vorstand eine Kapitalerhöhung von 5,5 Milliarden Euro beschlossen.
Bei dem von der Société Générale zunächst nicht namentlich erwähnten Händler handelt es sich um den 31-jährigen Jérôme Kerviel, der am 26. Januar 2008 vorübergehend verhaftet und von der Staatsanwaltschaft verhört wurde. Die betrügerischen Positionen sollen laut einer zweiten Pressemitteilung der Société Générale einen Nominalwert von rund 50 Milliarden Euro gehabt haben. Nach ersten Rekonstruktionen der Staatsanwaltschaft, die eine Untersuchung wegen Vertrauensbruch, Fälschung und Benutzung von Fälschungen sowie Einbruch in ein Informationssystem eingeleitet hat, bestehen einige Zweifel an der von der Société Générale vorgebrachten Version, zugleich wird die gesamte Führungs- und Kontrollstruktur der Bank in Frage gestellt. So hat die Terminbörse EUREX, über die der Großteil der Transaktionen abgewickelt wurde, bereits im November 2007 die Führung der Société Générale über fragwürdige Positionen informiert. Laut amtlichen Meldungen der französischen Finanzmarkt-Aufsichtsbehörde Autorité des Marchés Financiers (AMF) vom 28. Januar 2008 hat zudem das Verwaltungsratsmitglied Robert Addison Day bereits am 9. Januar 2008 eigene Aktien der Société Générale im Wert von 85,7 Millionen Euro und am 18. Januar 2008 weitere im Wert von 40,5 Millionen Euro verkauft. In diesem Zusammenhang hat eine Aktionärsgruppe bei der Staatsanwaltschaft in Paris eine Anzeige gegen Unbekannt wegen Insiderhandel eingereicht. Diesbezüglich hat auch die US-amerikanische Börsenaufsichtsbehörde SEC eine Untersuchung über die von Robert A. Day getätigten Transaktionen eingeleitet.
Am 5. Oktober 2010 wurde Jérôme Kerviel von einem französischen Gericht in Paris erstinstanzlich zu fünf Jahren Haft, davon zwei ausgesetzt zur Bewährung, wegen Veruntreuung, Fälschung und betrügerischer Manipulation verurteilt. Die Richter sahen es als erwiesen an, dass Kerviel die Spekulationen eigenmächtig durchführte und es so zu den Milliardenverlusten kam. Außerdem wurde er zu einer Rückzahlung von 4,9 Milliarden Euro an seinen ehemaligen Arbeitgeber, die Société Générale, verurteilt. Bei seinem jetzigen Gehalt als Informatikberater würde die Rückzahlung mindestens 177.000 Jahre dauern. Am 24. Oktober 2012 bestätigte ein französisches Berufungsgericht das Urteil gegen Jérôme Kerviel.
Wie dem am 11. Februar 2008 veröffentlichten Kurzprospekt über die angekündigte Kapitalerhöhung von 5,5 Milliarden Euro zu entnehmen ist, betragen die auf das US-Hypothekargeschäft und die Subprime-Krise zurückzuführenden Wertberichtigungen und Abschreibungen 2,6 Milliarden Euro. Noch 18 Tage zuvor gab die Société Générale einen Abschreibungsbedarf von 2,05 Milliarden Euro an. Die Kapitalerhöhung sieht vor, dass die neuen Aktien zu einem Zeichnungspreis von 47,50 Euro angeboten werden, was einem Preisabschlag von 39 % gegenüber dem Vortages-Schlusskurs entspricht. Das Angebot für die Zeichnung neuer Aktien gilt nur in Frankreich sowie in acht ausgewählten Staaten der EU, darunter Deutschland.
Am 6. Oktober 2009 gab die Großbank bekannt, dass sie eine weitere Kapitalerhöhung über 4,8 Milliarden € anstrebt. Mit den Einnahmen will die Société Générale Staatshilfen zurückzahlen und eventuelle Zukäufe finanzieren. Der Ausgabepreis soll bei 36 € je Aktie liegen.
2023 entstand die Tochtergesellschaft Ayvens, indem die SG-Gesellschaft ALD Automotive, die international markenübergreifendes Fahrzeugleasing betreibt, die niederländische LeasePlan Bank übernahm, die auch in Deutschland gut verzinste Tages- und Festgeldkonten zur Finanzierung des Leasinggeschäfts anbietet.

### Verkauf der Rosbank im April 2022
Im April 2022 verkaufte Société Générale die Tochterbank Rosbank an den russischen Oligarchen Wladimir Olegowitsch Potanin.

## Unternehmensdaten
| Jahr             | 2002   | 2003   | 2004   | 2005    | 2006    | 2007    | 2008    |
| ---------------- | ------ | ------ | ------ | ------- | ------- | ------- | ------- |
| Umsatz, in Mio € | 14.573 | 15.637 | 16.390 | 19.166  | 22.417  | 21.923  | 21.866  |
| Mitarbeiter      | 83.220 | 88.000 | 92.000 | 103.555 | 119.779 | 151.000 | 160.430 |

## Aktivität
Société Générale beschäftigt in 79 Ländern rund 159.000 Mitarbeiter, davon etwa 60 Prozent außerhalb Frankreichs. Die Bank ist sowohl in der Finanzierung als auch im Investment- und im Anlagegeschäft aktiv.
In Frankreich ist Société Générale inklusive ihres Tochterunternehmens Crédit du Nord mit 2.860 Zweigstellen im Privatkundengeschäft aktiv.

## Leitung
Daniel Bouton, der frühere Stabschef von Alain Juppé, war von 1997 bis 2008 Chairman und CEO der Société Générale. Nachdem Frédéric Oudéa 2008 die Konzernleitung übernommen hat, ist er seit Mai 2009 auch Verwaltungsratspräsident. Seit Mai 2023 leitet Slawomir Krupa, der vorher lange im Investmentbanking tätig war, die Gruppe.

## Börsendaten
Société Générale ist an der Euronext-Börse in Paris notiert und gehört dem französischen Börsenindex CAC 40 an. Ihre Marktkapitalisierung betrug am 6. Juni 2008 € 35,3 Mrd., womit sie das zwölftgrößte börsennotierte Unternehmen Frankreichs ist. Per 31. Dezember 2007 war die Société Générale mit einer Börsenkapitalisierung von € 46,1 Mrd. noch das zehntgrößte börsennotierte Unternehmen Frankreichs.

## Kritik
Im September 2010 wurde Société Générale mit zehn weiteren Banken vom Conseil de la Concurrence zu einer Geldbuße in Höhe von 381,1 Millionen Euro verurteilt. Die Banken hatten eine Verabredung getroffen, der zufolge sie von Januar 2002 bis Juli 2007 von ihren Kunden 4,3 Cent Scheckgebühren je Scheck verlangten, um Extragewinne zu erzielen. Dies betraf 80 % der in Frankreich verwendeten Schecks. Bis 2002 war der Scheckverkehr in Frankreich kostenfrei. Nach dem Einschreiten der Bankenaufsicht, die die Gewinne „unrechtmäßig“ nannte, wurde diese Praxis beendet. Die Banken dieses Kartells wurden außerdem für überzogene Gebühren mit zusammen 3,8 Millionen Euro bestraft. Da Société Générale bereits im Jahr 2000 wegen Wettbewerbsbehinderung zu einer Strafe verurteilt worden war, fiel ihre Strafe um 20 % höher aus.
In einem Prozess, der im September 2019 in Bonn begann, ist die Bank angeklagt, sich mit Cum-Ex-Geschäften unrechtmäßig nie gezahlte Steuern erstatten lassen zu haben.
Anfang 2024 wurde die Bank zu einer Geldstrafe von 4,5 Mio. € verurteilt wegen Abzüge von ungerechtfertigten Interventionsprovisionen ihrer Kundenkonten. Die Bank machte einen Fehler in ihrer IT verantwortlich und zahlte die Abzüge schnell zurück, daher fiel die Strafe relativ gering aus.

## Tochterunternehmen
Zu den Tochterunternehmen der Société Générale gehören:
- Société Générale Securities Services (SGSS)
- Crédit du Nord
- Newedge Group
- Bank Deutsches Kraftfahrzeuggewerbe GmbH
  - BDK Leasing und Service GmbH
- Hanseatic Bank
- Société Générale Equipment Finance (SGEF)
  - GEFA Bank
- Ayvens Group
  - ALD Automotive
  - LeasePlan Bank
- Car Professional Management

und mehr als 20 weitere Töchter in den Bereichen Versicherungen und Privatkredite.